# ویکتوریوس
ویکتوریوس (به انگلیسی: Victorious) یک مجموعه تلویزیونی کمدی موقعیت آمریکایی است که توسط دن اشنایدر برای نیکلودین تولید شده‌است.

این سریال توسط گروه جم تی وی زیرنویس فارسی شده‌است و در شبکهٔ جم تین پخش شده است

 این سریال در ایران با زیرنویس فارسی از شبکه ام بی سی پرشیا.
در ژانرهای کمدی، خانوادگی، درام این سریال ۵۷ قسمت دارد زمان هر قسمت ۳۰ دقیقه است؛ که از سال ۲۰۱۰ تا ۲۰۱۳ در حال پخش بوده‌است.
| بازیگر          | در نقش         |
| --------------- | -------------- |
| ویکتوریا جاستیس | توری وگا       |
| لیون توماس سوم  | اندره هریس     |
| مت بنت          | رابی شاپیرو    |
| الیزابت گیلیس   | جید وست        |
| آریانا گرانده   | کت ولنتاین     |
| اون جوگیا       | بک الیور       |
| دانیلا مونه     | ترینا وگا      |
| مایکل اریک رید  | سینجین ون کلیف |
| جیک فارو        | رکس            |
| اریک لانگه      | آقای سایکویتز  |
| جنیفر کارتا     | هالی وگا       |
| جیم پیری        | دیوید وگا      |